# Hur
Los Hurs (en árabe حر) son una comunidad musulmana sufí originaria de la provincia del Sind en Pakistan. Su líder espiritual es denominado « Pir Pagara ». 
El sexto jefe Sibghatullah Shah Rashidi inició una lucha armada contra el poder británico lo que le condujo a la horca. Después de la independencia de Pakistán, los demás miembros Hurs fueron liberados y Syed Shah Mardan Shah-II retomó la sucesión como Pir Pagara en 1952.
El partido político de centro-derecha Liga musulmana de Pakistán es una emanación de esta comunidad y su jefe máximo es el actual Pir Pagara Sibghatullah Shah Rashdi III.

## Lista de los«Pir Pagara»
- Sibghatullah Shah I (1819-1831)
- Ali Gohar Shah Awwal (1831-1847)
- Hizbullah Shah (1847-1890)
- Ali Gohar Shah Sani (1890-1896)
- Shah Mardan Shah I (1896-1921)
- Sibghatllah Shah Rashidi (1922-1943)
- Syed Shah Mardan Shah-II (1952-2012)
- Sibghatullah Shah Rashdi III (desde 2012)